# Mikołaj Małachowski (1519–1575)
Mikołaj Małachowski  herbu Nałęcz (ur. 1519, zm. 17 kwietnia 1575 w Małachowice) – protoplasta szlacheckiej gałęzi rodu Małachowskich. Dworzanin królewski od 1552; instygator od 1554; sekretarz królewski od 1565; kasztelan spycimierski od 1574.
Jego prapradziad Bartłomiej (zm. 1433 r.) był pierwszym znanym przedstawicielem tego rodu,
właścicielem  majątku Małachowice, od niego pochodzi nazwisko Małachowskich.
Syn Jana Małachowskiego herbu Nałęcz (1483–1528) i Róży Truskawskej herbu Prus I. 
Studiował w Wittenberdze w 1536 roku.
Na sejmie lubelskim 1569  został wyznaczony przez króla do lustracji dóbr królewskich na Rusi i Wołyniu. W czasie bezkrólewia po śmierci Zygmunta Augusta wziął udział w zwołanym przez prymasa Jakuba Uchańskiego zjeździe w Kole 15 października 1572, który zamienił się w konfederację prowincji wielkopolskiej. Wszedł wówczas jako jej przedstawiciel do sądu kapturowego dla województwa łęczyckiego. Poseł na sejm konwokacyjny 1573 roku z województwa łęczyckiego, podpisał akt konfederacji warszawskiej 1573 roku. Poseł na sejm koronacyjny 1574 roku z województwa łęczyckiego. W marcu 1575 był jeszcze obecny na sejmiku sieradzkim i podpisał jego uchwałę regulującą działalność sądów ostatniej instancji (ultimae instantiae) dla tej ziemi.
Jego prawnukiem był Jan Małachowski (biskup krakowski), a praprawnukiem Stanisław Małachowski, wojewoda poznański.